# A brit birodalmi tevés alakulatok emlékműve
A brit birodalmi tevés alakulatok emlékműve (Imperial Camel Corps Memorial) egy első világháborús emlékmű Londonban, amely a Közel-Keleten harcoló tevés alakulatok hősi halottjainak állít emléket. Alkotója Cecil Brown volt.

## Története
A tevés alakulatokat, amelyek valójában teveszállítású gyalogosalakulatok voltak, 1916 januárjában hozták létre a britek. Először négy függetlenül tevékenykedő századot alakítottak ki, amelyek egyenként 130 emberből álltak, később pedig négy zászlóaljból álló ezreddé fejlesztették. Az egység a háború végére elérte a 4150-es létszámot, a teveállomány pedig a 4800-at. Az alakulatban britek, ausztrálok és új-zélandiak szolgáltak, elsősorban a palesztinai és Sínai-félszigeti harcokban vettek részt.
Az emlékmű egy 180 centiméter magas, szögletes kőoszlop, amelynek a tetején egy bronzplasztika áll. Utóbbi egy tevén ülő katonát ábrázol. A kőoszlopon két bronzplaketten háborús jelenetek láthatók, illetve másik két táblán az alakulat 347 elesett katonájának neve olvasható. Feltüntették azokat a csatákat is, amelyekben a tevés alakulat harcolt.
Az emlékművet 1921. július 22-én leplezte le Philip Chetwode tábornok, aki számos csatában irányította a nemzetközösségi alakulatokat a Közel-Keleten. A Temzéhez közel, a Victoria Embankment Gardensben áll. 1999-ben a westminsteri városi tanács felújíttatta.